# Зулусское восстание (1906)

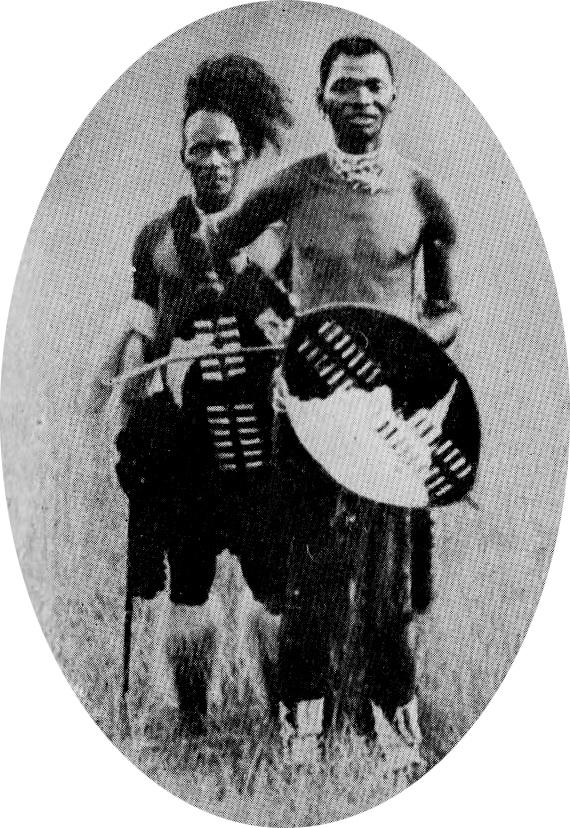
Предводитель восстания Бамбата (справа) со своим адъютантом

Зулусское восстание или Восстание Бамбаты (англ. Bambatha Rebellion) — восстание народа зулусов против британских колониальных властей и установленного ими налогового гнёта, произошедшее на территории колонии Наталь с марта по июль 1906 года. Восстание возглавлялось Бамбатой Камасинзой, лидером зулусского клана Амазонди, проживавшего в долине Мпанза в окрестностях Грейвилля, ныне провинция Квазулу-Наталь.

## Ход событий
В годы, последовавшие за победой англичан во Второй англо-бурской войне 1899—1902 годов, британские землевладельцы столкнулись с проблемой невозможности привлечения достаточного количества рабочей силы для своих плантаций из местного чернокожего населения из-за растущей конкуренцией со стороны золотых рудников Витватерсранда, где также требовалось немало рабочих рук. Чтобы вынудить зулусов идти работать на британские плантации, колониальные власти, действовавшие в интересах плантаторов, ввели подушный налог в размере одного фунта в дополнение к существовавшему налогу с каждой хижины. Бамбата, правивший приблизительно 5500 людьми, живущими в примерно 1100 хижинах, был одним из местных вождей, которые сопротивлялись введению и взиманию нового налога.
Правительство колонии Наталь отправило для сбора налога в непокорных районах колониальную полицию. В феврале 1906 года два британских офицера были убиты около Ричмонда, Квазулу-Наталь, в результате чего в колонии было введено военное положение. После этих событий Бамбата бежал на север, чтобы обсудить сложившуюся ситуацию с зулусским «королём» Динузулу. Тот выказал молчаливое согласие планам Бамбаты и предложил ему и его семье остаться в своём краале.
Бамбата, вернувшись в долину Мпанза, обнаружил, что натальские власти более не признают его местным вождём. Тогда он собрал небольшой отряд сторонников и начал серию партизанских рейдов против британцев, используя в качестве базы лесной массив Нкандла. После ряда его успехов в конце апреля 1906 года в карательную экспедицию против зулусов были отправлены британские колониальные войска под командованием полковника Дункана Маккензи. Численность отряда превышала 4000 человек:548.
После того как британцы обнаружили и окружили зулусов в ущелье Моме, им благодаря значительному превосходству в силах и вооружении удалось одержать легкую победу: в распоряжении британцев имелись в том числе пулемёты и пушки, тогда как повстанцы были в основном вооружены лишь ассегаями (копья), нокберрами (боевыми дубинами) и щитами, обтянутыми воловьей кожей.
Бамбата был убит и обезглавлен во время боя, однако многие из его сторонников считали, что он остался жив, а его жена отказалась надеть траур. Главный союзник Бамбаты, 95-летний зулусский аристократ инкоси Сигананда Шеди из клана Амакубе, был захвачен колониальными войсками в плен и умер несколько дней спустя.
Во время подавления восстания было убито, по разным оценкам, от 3000 до 4000 зулусов (причём некоторые из них погибли, сражаясь на стороне правительства Наталя). Из пленных более 7000 были заключены в тюрьмы и более 4000 подвергнуты порке. «Король» Динузулу был арестован и приговорён к четырем годам лишения свободы по обвинению в государственной измене.
Подавление восстания обошлось правительству колонии Наталь в 883576 фунтов стерлингов по тогдашнему курсу.